# Wasserspringschale

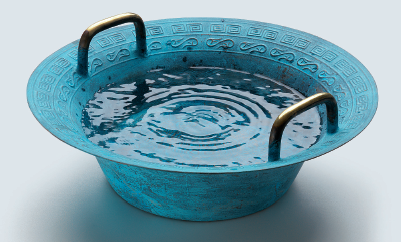
Wasserspringschale

Eine Wasserspringschale (englisch Chinese water spouting bowl oder singing fountain bowl) ist eine mit Wasser gefüllte Klangschale meist aus Bronze, die mit den nassen Handflächen an zwei nach oben ragenden Messingbügeln gerieben und dadurch in Vibration versetzt wird. Die Schwingungen der Schale produzieren einen metallenen oder dumpfen Klang, erzeugen Luftbläschen an der Wasseroberfläche und häufig an vier Stellen am Schalenrand aufspritzendes Wasser. Die instrumentenkundlich zu den Reibidiophonen gehörende Wasserspringschale wird auf eine alte chinesische Tradition zurückgeführt.
Das am nächsten verwandte Reibidiophon ist die Glasharfe.